# Chutes de Trollhättan
 (mars 2015).
Si vous disposez d'ouvrages ou d'articles de référence ou si vous connaissez des sites web de qualité traitant du thème abordé ici, merci de compléter l'article en donnant les références utiles à sa vérifiabilité et en les liant à la section « Notes et références ».
Les chutes de Trollhättan sont des chutes d'eau situées sur le cours naturel du fleuve Göta älv, en Suède. Le courant en est généralement détourné vers les barrages hydroélectriques de Hojum et d'Olidan.

## Géographie
Elles commencent en amont au pont de Malgö à Trollhättan. D'une dénivellation de 32 mètres, elles représentent une large part des 44 mètres constituant la différence totale entre le lac Vänern et le détroit du Kattegat. Avant l'aménagement des chutes, le débit atteignait 900 mètres cubes d'eau par seconde. Les chutes se prolongent en aval jusqu’à Olidan où la dernière partie est nommée la chute de l’enfer.
Aujourd'hui le flux suit ce cours naturel seulement à des occasions particulières, pour réguler le niveau du lac de Vänern ou comme spectacle touristique, avec un débit de 300 mètres cubes par seconde. En général, le courant est détourné vers les barrages hydroélectriques de Hojum et d'Olidan à l’est de la chute. Déjà au XIe siècle la force de l’eau était utilisée par de petites industries, du côté est du fleuve. Pendant les siècles la chute a fasciné les visiteurs locaux ou éloignés, Trollhättan était une destination du Grand Tour de l’Europe[réf. nécessaire]. Le spectacle a été décrit par des écrivains suédois comme Linné et Esaias Tegnér.